# Viviane Lyra
Pour les articles homonymes, voir Lyra.
Viviane Santana Lyra, née le 29 juillet 1993 à Rio de Janeiro, est une athlète brésilienne spécialiste de la marche. Recordwoman du Brésil du 35 km et 50 km marche, son meilleur résultat est une quatrième place aux championnats du monde d'athlétisme sur 35 km.

## Carrière
Elle commence sa carrière en tant que coureuse de demi-fond et de fond. En 2014, elle termine cinquième des Championnats d'Amérique du Sud espoirs sur 3 000 m steeple.
En 2019, elle termine quatrième des Jeux Panaméricains de Lima sur 50 km marche en battant le record du Brésil en 4 h 22 min 46 s. Qualifiée pour les championnats du monde de Doha sur 20 km, elle abandonne après avoir reçu deux avertissements.
En mai 2021, elle termine troisième de la coupe panaméricaine de marche à Guayaquil sur 20 kmen 1 h 34 min 57 s.

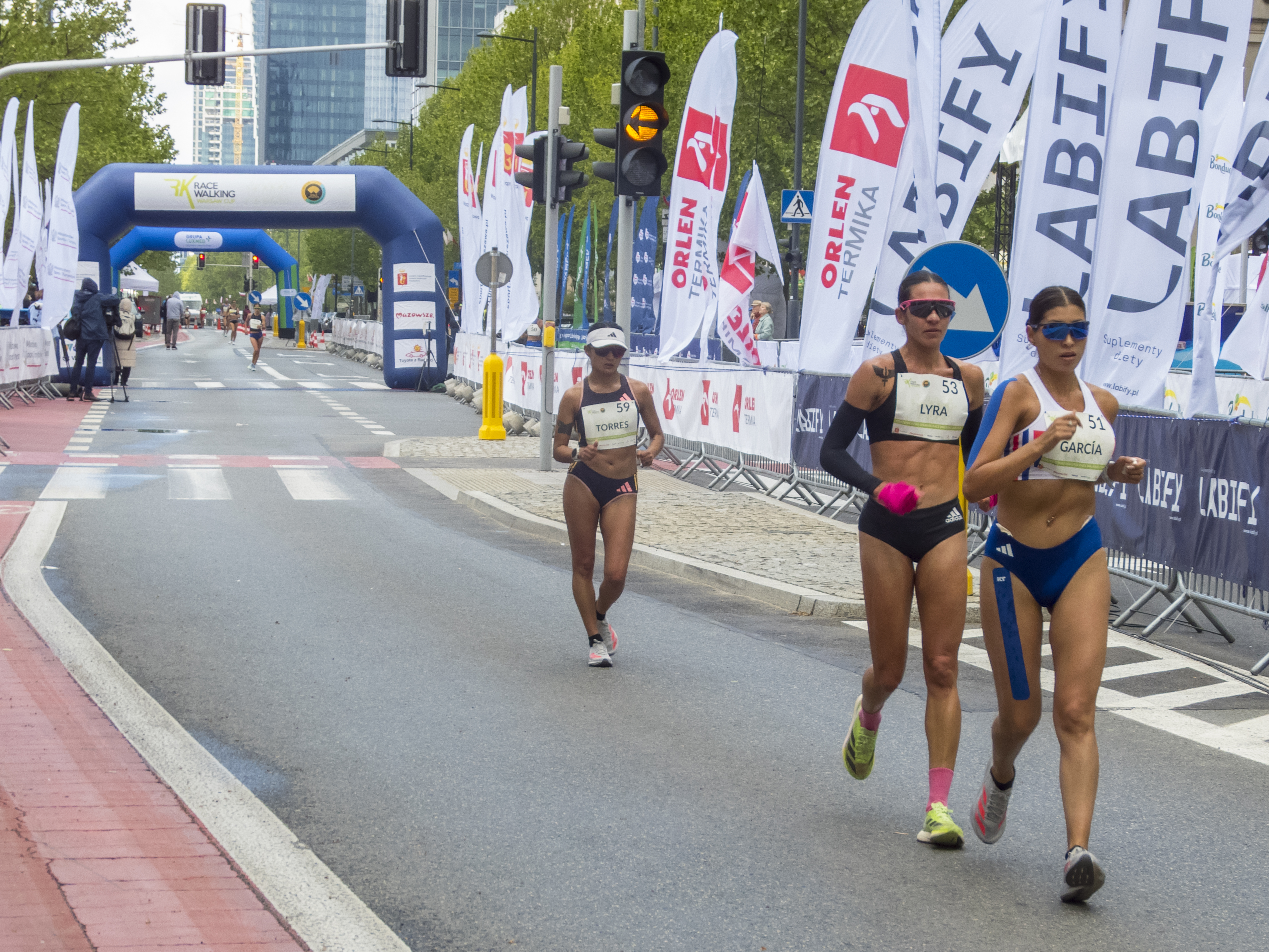
Viviane Lyra lors de la Coupe Korzeniowski 2025 (deuxième à droite)

En juillet 2022, elle termine dix-septième du 20 km et huitième du 35 km aux Championnats du monde de Eugene. En octobre, elle remporte le 35 km et termine deuxième du 20 km des Jeux sud-américains de Asuncion.
En avril 2023, elle remporte la coupe panaméricaine de marche à Managua sur 35 km en 2 h 55 min 3 s. En août elle termine huitième du 20 km et quatrième du 35 km des Championnats du monde de Budapest malgré une préparation perturbée par une hépatite deux mois plus tôt. Sur le 20 km marche, sa performance de 1 h 28 min 36 s lui permet de se qualifier directement pour les Jeux Olympiques de Paris 2024. Sur le 35 km, elle bat le record du Brésil de 22 secondes en 2 h 44 min 40 s et termine à une minute dix huit secondes de la grecque Antigóni Drisbióti, médaille de bronze.
Aux Jeux panaméricains de Santiago en octobre, elle termine quatrième du 20 km marche. Néanmoins les temps ne sont pas officialisés à cause d'une erreur de mesure de la boucle de 1 km de la part des organisateurs. Elle remporte ensuite pour le Brésil la médaille de bronze du marathon mixte avec Caio Bonfim.
Elle est entraînée par son mari, Luís Paulo Porto.

## Palmarès
| Date | Compétition           | Lieu      | Résultat | Épreuve                   | Temps           |
| ---- | --------------------- | --------- | -------- | ------------------------- | --------------- |
| 2019 | Jeux panaméricains    | Lima      | 4e       | 50 km marche              | 4 h 22 min 46 s |
| 2021 | Coupe panaméricaine   | Guayaquil | 3e       | 20 km marche              | 1 h 34 min 57 s |
| 2022 | Championnats du monde | Eugene    | 17e      | 20 km marche              | 1 h 33 min 11 s |
| 2022 | Championnats du monde | Eugene    | 8e       | 35 km marche              | 2 h 45 min 2 s  |
| 2022 | Jeux sud-américains   | Asuncion  | 2e       | 20 km marche              | 1 h 32 min 31 s |
| 2022 | Jeux sud-américains   | Asuncion  | 1re      | 35 km marche              | 2 h 50 min 57 s |
| 2023 | Coupe panaméricaine   | Managua   | 1re      | 35 km marche              | 2 h 55 min 3 s  |
| 2023 | Championnats du monde | Budapest  | 8e       | 20 km marche              | 1 h 28 min 36 s |
| 2023 | Championnats du monde | Budapest  | 4e       | 35 km marche              | 2 h 44 min 40 s |
| 2023 | Jeux panaméricains    | Santiago  | 4e       | 20 km marche              |                 |
| 2023 | Jeux panaméricains    | Santiago  | 3e       | Relais mixte marathon     | 3 h 2 min 14 s  |
| 2024 | Jeux olympiques       | Paris     | 7e       | Marche par équipes mixtes | 2 h 54 min 8 s  |

Palmarès national:
- Championne de Brésil du 20 000 m marche en 2021 et 2022.
- Championne de Brésil du 35 km marche en 2020 et 2021.
- Championne de Brésil du 50 km marche en 2018.

## Records
| Épreuve         | Performance            | Lieu       | Date             |
| --------------- | ---------------------- | ---------- | ---------------- |
| 3 000 m steeple | 10 min 47 s 77         | Sao Paulo  | 6 septembre 2014 |
| 20 km marche    | 1 h 27 min 13 s        | La Corogne | 18 mai 2024      |
| 20 000 m marche | 1 h 30 min 38 s 3 (NR) | São Paulo  | 27 juin 2024     |
| 35 km marche    | 2 h 44 min 40 s (NR)   | Budapest   | 24 août 2023     |
| 50 km marche    | 4 h 22 min 46 s (NR)   | Lima       | 11 août 2019     |